# Liste der Baudenkmäler in Jengen

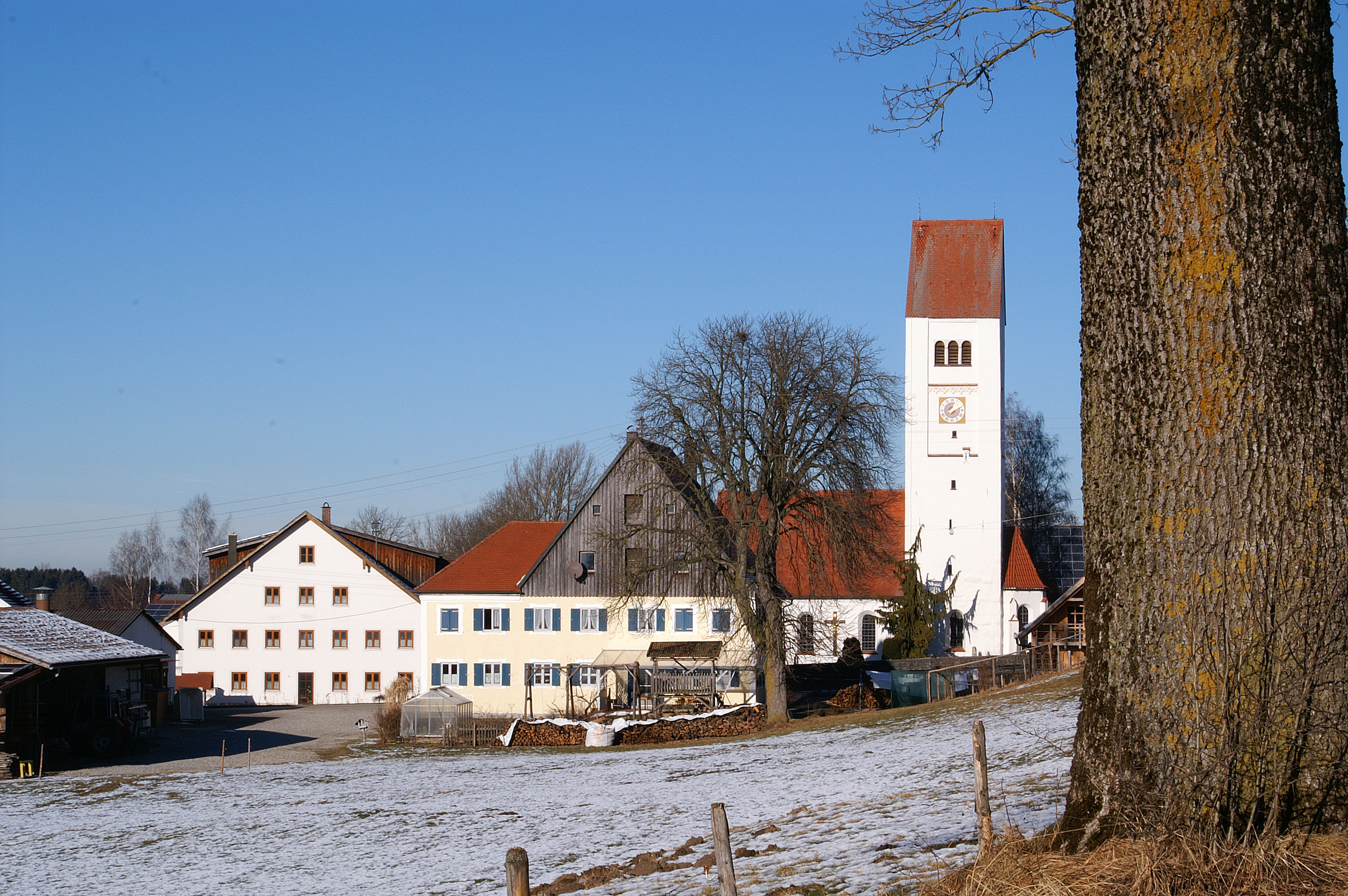
Eurishofen St. Dionysius

Auf dieser Seite sind die Baudenkmäler in der schwäbischen Gemeinde Jengen zusammengestellt. Diese Tabelle ist eine Teilliste der Liste der Baudenkmäler in Bayern. Grundlage ist die Bayerische Denkmalliste, die auf Basis des Bayerischen Denkmalschutzgesetzes vom 1. Oktober 1973 erstmals erstellt wurde und seither durch das Bayerische Landesamt für Denkmalpflege geführt wird. Die folgenden Angaben ersetzen nicht die rechtsverbindliche Auskunft der Denkmalschutzbehörde.

## Baudenkmäler nach Gemeindeteilen

### Jengen
| Lage                         | Objekt                             | Beschreibung | Akten-Nr.             | Bild           |
| ---------------------------- | ---------------------------------- | --- | --------------------- | -------------- |
| Dorfstraße 18 (Standort)     | Steinkreuz                         | Sühnekreuz, spätmittelalterlich | D-7-77-140-4 Wikidata | Steinkreuz     |
| Kardinalstraße 46 (Standort) | Steinkreuz                         | Sühnekreuz, Granit, spätmittelalterlich | D-7-77-140-5 Wikidata | Steinkreuz     |
| Kirchplatz 1 (Standort)      | Katholische Pfarrkirche St. Martin | unverputzter spätmittelalterlicher Backsteinbau, um 1500 errichtet, Turmunterbau um 1200, Sakristeianbau 1701, Umgestaltung Mitte 18. Jahrhundert; mit Ausstattung; Friedhofsmauer, spätmittelalterlich. | D-7-77-140-1 Wikidata | weitere Bilder |

### Beckstetten
| Lage                    | Objekt                             | Beschreibung                                                                                             | Akten-Nr.             | Bild                 |
| ----------------------- | ---------------------------------- | --- | --------------------- | -------------------- |
| Kirchberg 11 (Standort) | Katholische Pfarrkirche St. Agatha | Saalbau um 1400, umgestaltet und erweitert im 15. Jahrhundert, 1679 und 1737; mit Ausstattung.           | D-7-77-140-6 Wikidata | weitere Bilder       |
| Pfarrgasse 1 (Standort) | ehemaliges Pfarrhaus               | jetzt Kindergarten, zweigeschossiger Satteldachbau mit Bandel- und Blattwerkstukkaturen, 1735 errichtet. | D-7-77-140-7 Wikidata | ehemaliges Pfarrhaus |

### Eurishofen
| Lage                     | Objekt               | Beschreibung | Akten-Nr.              | Bild           |
| ------------------------ | -------------------- | --- | ---------------------- | -------------- |
| Eurishofen 1 (Standort)  | Gasthaus             | stattlicher Satteldachbau, bezeichnet mit "1791"                                                                            | D-7-77-140-10 Wikidata | Gasthaus       |
| Eurishofen 3 (Standort)  | Pfarrhaus            | Walmdachbau mit Krangaube, 1784                                                                                             | D-7-77-140-11 Wikidata | Pfarrhaus      |
| Eurishofen 28 (Standort) | Kirche St. Dionysius | ursprünglich romanische Chorturmkirche, Chorschluss, Turmerhöhung um 1500, Sakristei 1691, Vorzeichen 1822; mit Ausstattung | D-7-77-140-9 Wikidata  | weitere Bilder |

### Ummenhofen
| Lage                              | Objekt                         | Beschreibung                      | Akten-Nr.              | Bild                           |
| --------------------------------- | ------------------------------ | --------------------------------- | ---------------------- | ------------------------------ |
| St.-Antonius-Straße 27 (Standort) | Kapelle St. Antonius von Padua | Neubau von 1685; mit Ausstattung. | D-7-77-140-13 Wikidata | Kapelle St. Antonius von Padua |

### Weicht
| Lage                                                        | Objekt      | Beschreibung | Akten-Nr.              | Bild           |
| ----------------------------------------------------------- | ----------- | --- | ---------------------- | -------------- |
| Beckstettener Straße 10 (Standort)                          | Bauernhaus  | Wohnteil mit Flachdach auf Bundwerkkniestock, um 1800. | D-7-77-140-16 Wikidata | Bauernhaus     |
| Beckstettener Straße 16 (Standort)                          | Sühnekreuz  | spätmittelalterlich | D-7-77-140-21 Wikidata | Sühnekreuz     |
| Bergstraße 1 (Standort)                                     | Bauernhaus  | Mitterstallbau mit Flachdach auf niedrigem Kniestock, um 1820/40. | D-7-77-140-17 Wikidata | Bauernhaus     |
| Bergstraße 8 (Standort)                                     | Bauernhaus  | Mittertennbau mit Flachdach auf Bundwerkkniestock, Mitte 19. Jahrhundert, im Kern älter.                                                                                            | D-7-77-140-18 Wikidata | Bauernhaus     |
| Hartteilweg (beim Einzelhof Feldbeck / Hartmahd) (Standort) | Feldkapelle | Feldkapelle, Nischenbau, um 1870–80, mit Ausstattung. | D-7-77-140-20 Wikidata | Feldkapelle    |
| Hauptstraße 21 (Standort)                                   | Kirche      | Turm um 1430, Chor 2. Hälfte 15. Jahrhundert, Langhaus-Neubau 1696; mit Ausstattung.                                                                                                | D-7-77-140-14 Wikidata | weitere Bilder |
| Stockheimer Straße 16 (Standort)                            | Bauernhaus  | Bauernhaus, Mittertennbau mit mittelsteilem Dach, Wohnteil und kleiner Wirtschaftsteil im Kern 1706 (dendro.dat.), Dachtragwerk 1884 (dendro.dat.), Scheune wohl nach Mitte 19. Jh. | D-7-77-140-24 Wikidata | Bauernhaus     |
| Stockheimer Straße 19 (Standort)                            | Wegkapelle  | Satteldachbau mit westlichem Dachreiter mit Spitzhelm und Wandgliederungen, um 1860/80, mit Ausstattung.                                                                            | D-7-77-140-19 Wikidata | Wegkapelle     |

### Weinhausen
| Lage                               | Objekt      | Beschreibung | Akten-Nr.              | Bild        |
| ---------------------------------- | ----------- | --- | ---------------------- | ----------- |
| St.-Felizitas-Straße 20 (Standort) | Kirche      | spätgotischer Bau, 15. Jahrhundert, im 18. Jahrhundert, um 1890 und 1969 verändert und modernisiert; mit Ausstattung. | D-7-77-140-22 Wikidata | Kirche      |
| Grenzsteine (Standort)             | Grenzsteine | zwei Grenzsteine, Sandstein, mit Wappen und jeweils bezeichnet 1785; ca. 1 km nordwestlich von Ketterschwang          | D-7-77-130-10 Wikidata | Grenzsteine |

## Ehemalige Baudenkmäler
In diesem Abschnitt sind Objekte aufgeführt, die früher einmal in der Denkmalliste eingetragen waren, jetzt aber nicht mehr. Objekte, die in anderem Zusammenhang also z. B. als Teil eines Baudenkmals weiter eingetragen sind, sollen hier nicht aufgeführt werden. Aktennummern in diesem Abschnitt sind ehemalige, jetzt nicht mehr gültige Aktennummern.

| Lage                                | Objekt     | Beschreibung                                     | Akten-Nr.              | Bild       |
| ----------------------------------- | ---------- | ------------------------------------------------ | ---------------------- | ---------- |
| Jengen Kardinalstraße 3 (Standort)  | Bauernhaus | Mitterstallbau mit Steildach, 1794 erbaut.       | D-7-77-140-2 Wikidata  | Bauernhaus |
| Jengen Kardinalstraße 17 (Standort) | Ausleger   | um 1750/60.                                      | D-7-77-140-3 Wikidata  | Ausleger   |
| Beckstetten 2 km südwestlich ()     | Grenzstein | bezeichnet PB RSI, um 1785                       | D-7-77-140-8 Wikidata  | Grenzstein |
| Eurishofen Eurishofen 11 (Standort) | Haustür    | sternförmig aufgedoppelt, Anfang 19. Jahrhundert | D-7-77-140-12 Wikidata | Haustür    |

## Abgegangene Baudenkmäler
In diesem Abschnitt sind Objekte aufgeführt, die früher einmal in der Denkmalliste eingetragen waren, jetzt aber nicht mehr existieren, z. B. weil sie abgebrochen wurden. Aktennummern in diesem Abschnitt sind ehemalige, jetzt nicht mehr gültige Aktennummern.

| Lage                             | Objekt     | Beschreibung                                                | Akten-Nr.              | Bild       |
| -------------------------------- | ---------- | ----------------------------------------------------------- | ---------------------- | ---------- |
| Weicht Hauptstraße 29 (Standort) | Bauernhaus | Mittertennbau mit Flachdach auf Bundwerkkniestock, um 1800. | D-7-77-140-15 Wikidata | Bauernhaus |